# Zetemata
Zetemata – Monographien zur Klassischen Altertumswissenschaft ist eine Schriftenreihe zu verschiedenen Themen der Altertumswissenschaften, vor allem aus dem Bereich der Klassischen Philologie, aber auch der Alten Geschichte, Philosophie und der Geschichte des Faches. Der Begriff stammt aus dem Griechischen (Ζητήματα = Forschungen, Untersuchungen).
Begründet wurde die Reihe 1951 von Erich Burck und Hans Diller mit der Arbeit Sueton und die antike Biographie von Wolf Steidle. Heute wird sie von Eckard Lefèvre und Gustav Adolf Seeck in Verbindung mit Thomas Baier und Dieter Timpe  herausgegeben. In der Regel werden wichtige Monografien (oft Dissertationen und Habilitationen) veröffentlicht, neuerdings auch Sammelbände.
Die Schriftenreihe wird von Anbeginn durch den Verlag C. H. Beck verlegt. Bis 2018 sind mehr als 150 Bände erschienen, die zum großen Teil noch lieferbar sind.